# Kernbereich privater Lebensgestaltung
Der Kernbereich privater Lebensgestaltung ist nach deutschem Recht der Teil der Intim- und Privatsphäre eines Menschen, der gegen staatliche Eingriffe absolut geschützt ist.

## Elfes-Urteil des Bundesverfassungsgerichts
Der Gedanke, dass eine Sphäre der Freiheit existiert, in die der Staat unter keinen Umständen eindringen darf, wurde 1957 erstmals vom Bundesverfassungsgericht im so genannten Elfes-Urteil ausgesprochen. Das Gericht urteilte damals, dass „ein letzter unantastbarer Bereich menschlicher Freiheit besteht, der der Einwirkung der gesamten öffentlichen Gewalt entzogen ist. Ein Gesetz, das in ihn eingreifen würde, könnte nie Bestandteil der ‚verfassungsmäßigen Ordnung‘ sein; es müßte durch das Bundesverfassungsgericht für nichtig erklärt werden.“ Im deutschen Recht ist die Existenz dieses Kernbereichs heute allgemein anerkannt.
Ob ein Sachverhalt dem Kernbereich zugeordnet werden kann, hängt nach der Rechtsprechung des Bundesverfassungsgerichts unter anderem davon ab, ob er nach seinem Inhalt höchstpersönlichen Charakter hat und in welcher Art und Intensität er aus sich heraus die Sphäre anderer oder die Belange der Gemeinschaft berührt. Zudem ist von Bedeutung, ob der Betroffene den Sachverhalt geheim halten will oder nicht.
Wenn ein Sachverhalt dem Kernbereich privater Lebensgestaltung angehört, so dürfen der Staat und seine Organe in diesen Bereich unter keinen Umständen eingreifen. Dies gilt auch dann, wenn überwiegende Interessen anderer Menschen oder der Allgemeinheit auf dem Spiel stehen. Informationen, die durch eine Verletzung des Kernbereichs erlangt worden sind, unterliegen einem Beweisverwertungsverbot.
Das Bundesverfassungsgericht verwendet die Rechtsfigur des unantastbaren Kernbereichs der privaten Lebensgestaltung in einer Vielzahl von Entscheidungen in verschiedenen Kontexten und Funktionen. Einerseits dient der Kernbereichsbegriff dazu, das Problem der Bindung des Gesetzgebers an die Grundrechte zu lösen. Andererseits soll er einen effektiven Grundrechtsschutz gegen offene und heimliche Informationserhebungen sicherstellen. Darüber hinaus begrenzt das Gericht mit diesem Begriff den Schutz einzelner Grundrechte, wie der Kunstfreiheit, wenn sie in Konflikt mit dem allgemeinen Persönlichkeitsrecht geraten. Dabei nutzt das Gericht das Kernbereichskonzept dazu, sowohl die Menschenwürde als auch die Wesensgehaltsgarantie zu konkretisieren und diese beiden grundlegenden Begrenzungen staatlicher Macht für die verfassungsrechtliche Anwendung handhabbar zu machen.
Trotz dieser vielfältigen Verwendungsweise und seiner erheblichen Bedeutung ist bis heute unklar geblieben, wie der Rechtsbegriff des Kernbereichs der privaten Lebensgestaltung genau zu definieren und verfassungsrechtlich zu begründen ist. Vor diesem Hintergrund gibt es in der Rechtswissenschaft Stimmen, die davon ausgehen, dass es keinen Bereich der menschlichen Freiheit gibt, der absolut geschützt ist.

## Einzelfälle
Das gesprochene Wort kann je nach Inhalt des Gesprächs oder Selbstgesprächs vom Kernbereich privater Lebensgestaltung umfasst werden. Es kommt auf die Umstände des Einzelfalls an. Dies ist beispielsweise bei der Telekommunikationsüberwachung und bei der akustischen Wohnraumüberwachung zu beachten.
In einem informationstechnischen System gespeicherte Dateien können je nach Inhalt dem Kernbereich unterfallen. Dies hat Bedeutung für die so genannte Online-Durchsuchung, bei der die Festplatte eines PCs ohne Wissen des Betroffenen kopiert und gesichtet wird.